# Жалец
Жалец (на словенски: Žalec) е името на община и едноименен град в Словения, който е нейният административен център.
Общината заема част от долината на река Савиня (Savinja) с обкръжаващите хълмове и е с площ от 117,1 km². Основният поминък на населението е отглеждането на хмел.
Градът има население от 4919 жители според преброяване от 2002 г. Надморската му височина е 257 m.